# Villar del Salz
Villar del Salz es un municipio y localidad española de la provincia de Teruel, en la comunidad autónoma de Aragón. El término municipal, ubicado en la comarca del Jiloca, tiene una población de 53 habitantes (INE 2024).

## Geografía
Se sitúa al noroeste de la provincia de Teruel. Está a 60,4 km de la capital. Tiene un área de 38,69 km² con una población de 63 habitantes (INE, 2022) y una densidad de 1,63 hab./km². El código postal es 44311.

## Historia
En el año 1248, por privilegio de Jaime I, este lugar se desliga de la dependencia de Daroca, pasando a formar parte de Sesma del Río Jiloca en la Comunidad de aldeas de Daroca, que dependían directamente del rey, perdurando este régimen administrativo hasta la muerte de Fernando VII en 1833, siendo disuelta ya en 1838.
A mediados del siglo XIX, el lugar tenía contabilizada una población de 80 habitantes. Aparece descrito en el decimosexto volumen del Diccionario geográfico-estadístico-histórico de España y sus posesiones de Ultramar de Pascual Madoz de la siguiente manera:

VILLAR DEL SALZ: l. con ayunt. en la prov. de Teruel (9 leg.), part. jud. de Albarracin (6), dióc. y aud. terr. de Zaragoza (22) y c. g. de Aragon. sit. en terr. quebrado y montuoso; el clima es frio pero muy sano. Tiene 58 casas con la del ayunt., repartidas en cinco calles y una plaza; una escuela de instruccion primaria concurrida por 26 niños; igl. parr. (Asuncion de Ntra. Sra.), servida por un cura de concurso y provision ordinaria; dos ermitas cerca del pueblo en el que hay una fuente de cuyas, aguas se surten los vec.; tiene por último un cementerio bien situado. Confina el térm. por el N. con el de Ojos negros; E. Villafranca; S. Peracense y O. Rodenas; hay en él una fuente llamada de Sta. Agueda. El terreno es quebrado, áspero, de secano y de mala calidad, con algunas manchas de carrascas y un soto de 1,000 fan. de cabida. Los caminos son locales; el correo se recibe de la carteria de Monreal. prod.: centeno, cebada, avena, patatas, miel y pastos; hay ganado lanar y cabrio y caza de perdices, conejos y liebres. pobl.: 69 vec., 275 alm. riqueza imp.: 49,027 rs. El presupuesto municipal asciende á 3,571 rs. y se cubren en parte con el producto de propios y el déficit por reparto vecinal.
(Madoz, 1850, p. 248)

## Demografía
Villar del Salz cuenta con una población de 53 habitantes (INE 2024).
| Gráfica de evolución demográfica de Villar del Salz entre 1842 y 2021                                               |
| |
| Población de derecho según los censos de población del INE Población de hecho según los censos de población del INE |

## Administración y política
| Período   | Alcalde                   | Partido |  |
| --------- | ------------------------- | ------- |  |
| 1979-1983 | Valeriano García Martínez | Ind.    |  |
| 1983-1987 | Alfonso López Pérez       |         |  |
| 1987-1991 | Ángel Pérez Martínez      |         |  |
| 1991-1995 | Valeriano García Martínez |         |  |
| 1995-1999 | Pío Domingo Hernández     | PP      |  |
| 1999-2003 | Ascensión Borao Isarria   | PP      |  |
| 2003-2007 | Ascensión Borao Isarria   | PP      |  |
| 2007-2011 | Ascensión Borao Isarria   | PP      |  |
| 2011-2015 | Ascensión Borao Isarria   | PP      |  |
| 2015-2019 | Marcos López Latasa       | PP      |  |
| 2019-     | Jesús Latasa Rollo        | PAR     |  |

| Partido político    | Partido político                                   | 2003   | 2007   | 2011   | 2015   | 2019   |
| Partido político    | Partido político                                   | Ediles | Ediles | Ediles | Ediles | Ediles |
|                     | Partido Popular de Aragón (PP)                     | 1      | 1      | 2      | 2      | 1      |
|                     | Partido Aragonés (PAR)                             | —      | —      | 1      | 1      | 2      |
|                     | Partido de los Socialistas de Aragón (PSOE-Aragón) | —      | —      | —      | —      | —      |
| Total de concejales | Total de concejales                                | 1      | 1      | 3      | 3      | 3      |

## Patrimonio
- Ermita de Santa Águeda.
- Iglesia parroquial de la Ascensión de Nuestra Señora.

## Fiestas
Las fiestas son en honor a la patrona del pueblo, Santa Bárbara. Se celebran la segunda quincena de agosto, concretamente comienzan el fin de semana siguiente al 15 de agosto o el que lo contiene. El día más representativo es el día de "los poyales" que se celebra el lunes de las fiestas, en el cual los vecinos viajan al pueblo vecino de Ródenas para merendar y, posteriormente, comen en un soto cercano a Villar, llevando en todo momento a la patrona: Santa Bárbara.